# Tarache toddi
Tarache toddi es una especie  de polilla de la familia Noctuidae. Es una nueva especie encontrada en el año  2009 por Clifford D. Ferris y Donald Lafontaine en el sudoeste de Norteamérica.